# Кашиас (микрорегион)

Кашиас на карте.

Кашиас (порт. Microrregião de Caxias) — микрорегион в Бразилии, входит в штат Мараньян. Составная часть мезорегиона Восток штата Мараньян. Население составляет 416 327 человек (на 2010 год). Площадь — 15 329,895 км². Плотность населения — 27,16 чел./км².

## Демография
Согласно сведениям, собранным в ходе переписи 2010 г. Национальным институтом географии и статистики (IBGE), население микрорегиона составляет:
| Полное население                             | Полное население                             | Полное население                             | Полное население                             | 416 327 |
| -------------------------------------------- | -------------------------------------------- | -------------------------------------------- | -------------------------------------------- | ------- |
| в том числе:                                 | Городское население                          | 304 492                                      | Процент городского населения, %              | 73,14   |
|                                              | Сельское население                           | 111 835                                      | Процент сельского населения, %               | 26,86   |
|                                              | Мужское население                            | 203 891                                      | Процент мужского населения, %                | 48,97   |
|                                              | Женское население                            | 212 436                                      | Процент женского населения, %                | 51,03   |
| Плотность населения, чел/км²                 | Плотность населения, чел/км²                 | Плотность населения, чел/км²                 | Плотность населения, чел/км²                 | 27,16   |
| Население микрорегиона в % к населению штата | Население микрорегиона в % к населению штата | Население микрорегиона в % к населению штата | Население микрорегиона в % к населению штата | 6,33    |

## Статистика
- Валовой внутренний продукт на 2003 год составляет 566 229 473,00 реалов (данные: Бразильский институт географии и статистики).
- Валовой внутренний продукт на душу населения на 2003 год составляет 1496,74 реалов (данные: Бразильский институт географии и статистики).
- Индекс развития человеческого потенциала на 2000 год составляет 0,616 (данные: Программа развития ООН).

## Состав микрорегиона
В составе микрорегиона включены следующие муниципалитеты:
1. Бурити-Браву
2. Кашиас
3. Матойнс
4. Парнарама
5. Сан-Жуан-ду-Сотер
6. Тимон